# Pedro Roma
Pedro Miguel da Mota Roma (Pombal, 13 de Agosto de 1970) é um ex-guarda-redes português pelo qual os adeptos da Académica nutrem uma enorme simpatia.

## Carreira
Pedro Roma teve a sua história quase sempre ligada ao clube de futebol Académica de Coimbra. Começou na época de 1989/1990 ao serviço da Naval 1º de Maio, passando pela Académica de 1990 até 1992.
No ano seguinte, mudou-se para o Benfica, ficando neste clube durante a época 1992/93.
Em 1993 mudou-se para Barcelos, jogando pelo Gil Vicente, onde ficou até 1994.
Na temporada de 1994/95, mudou-se outra vez para Coimbra, onde jogou mais uma época pelos "estudantes".
Em 1995, mudou-se de novo para o Benfica, mas foi nessa mesma época para o Famalicão.
Em 1996, regressou a Académica,tendo permanecido neste clube até à reabertura do mercado de transferências de 2002.
A Académica decidiu emprestá-lo até ao final da época, o Sporting de Braga foi o seu destino.
No final da época regressa novamente a Coimbra. Volta a conquistar a Baliza Academista.
As suas grandes exibições não passaram despercebidas,nem ao próprio Luiz Felipe Scolari.
Em 2004,chegou a constar como um dos possíveis guarda-redes a integrar a lista de convocados para o Euro 2004.
Pedro Roma juntou-se à equipa técnica da Académica de Coimbra em para a época 2009/10, terminando assim a carreira como jogador profissional.